# Raket az 1908. évi nyári olimpiai játékokon
Az 1908. évi nyári olimpiai játékokon a raket két számában, férfi egyes és páros, összesen hét versenyző vett részt, valamennyien angolok. A raket a tenisz egyik változata.
A sportot angolul rackets-nek hívják és nem sok köze van a teniszhez. A squash közvetlen őse.

## Éremtáblázat
(A rendező ország csapata eltérő háttérszínnel, az egyes számoszlopok legmagasabb értéke, vagy értékei vastagítással kiemelve.)
| Az 1908. évi nyári olimpiai játékok éremtáblázata raketben. | Az 1908. évi nyári olimpiai játékok éremtáblázata raketben. | Az 1908. évi nyári olimpiai játékok éremtáblázata raketben. | Az 1908. évi nyári olimpiai játékok éremtáblázata raketben. | Az 1908. évi nyári olimpiai játékok éremtáblázata raketben. | Olimpia  |
| ----------------------------------------------------------- | ----------------------------------------------------------- | ----------------------------------------------------------- | ----------------------------------------------------------- | ----------------------------------------------------------- | -------- |
|                                                             | Ország                                                      | Arany                                                       | Ezüst                                                       | Bronz                                                       | Összesen |
| 1.                                                          | Nagy-Britannia (GBR)                                        | 2                                                           | 2                                                           | 3                                                           | 7        |
|                                                             |                                                             |                                                             |                                                             |                                                             |          |
| Összesen                                                    | Összesen                                                    | 2                                                           | 2                                                           | 3                                                           | 7        |

## Érmesek
| Az 1908. évi nyári olimpiai játékok érmesei raketben |                                                        |                                                     |                                                                              |
| Versenyszám                                          | Arany                                                  | Ezüst                                               | Bronz                                                                        |
| Férfi egyes                                          | Evan Noel · Nagy-Britannia (GBR)                       | Henry Leaf · Nagy-Britannia (GBR)                   | John Jacob Astor · Nagy-Britannia (GBR)Henry Brougham · Nagy-Britannia (GBR) |
| Férfi páros                                          | Nagy-Britannia (GBR) · Vane Pennell · John Jacob Astor | Nagy-Britannia (GBR) · Edmund Bury · Cecil Browning | Nagy-Britannia (GBR) · Evan Noel · Henry Leaf                                |